# 渐近线
在解析几何和微分学中，曲线的渐近线是一条使得当{\displaystyle x}或{\displaystyle y}坐标之一或两者趋于无穷大时，曲线与该线之间的距离接近零的线。在射影几何和相关上下文中，曲线的渐近线是在无穷大点处与曲线相切的线。
渐近线分为三种类型：水平、垂直和倾斜。对于由函数{\displaystyle y=f(x)}的图给出的曲线，水平渐近线是水平线，函数的图随着{\displaystyle x}趋于{\displaystyle +\infty }或{\displaystyle -\infty }趋近于水平线。垂直渐近线是垂直线，函数在该垂直线附近无限增长。斜渐近线的斜率非零但有限，因此当{\displaystyle x}趋于{\displaystyle +\infty }或{\displaystyle -\infty }时，函数的图接近该斜率。
更一般地说，如果两条曲线之间的距离趋于无穷大，则两条曲线之间的距离趋向于零，则一条曲线是另一条曲线的曲线渐近线，尽管术语“渐近线”本身通常是为线性渐近线保留的。
渐近线传达有关大曲线特性的信息，确定函数的渐近线是绘制函数图的重要步骤。从广义上讲，对功能渐近线的研究是渐近分析主题的一部分。当任意曲线上一点{\displaystyle M}沿曲线无限远离原点时，如果{\displaystyle M}到一条直线（或另外一条曲线）的距离无限趋近于零，那么这条直线（曲线）称为这条曲线的渐近线。數學上的定義則是：若函數{\displaystyle y=f\left(x\right)}的圖形收斂，則漸近線為{\displaystyle y=\lim _{x\to \infty }f\left(x\right)}。

## 例解
例如，直线{\displaystyle y={\frac {b}{a}}x}是双曲线{\displaystyle {\frac {x^{2}}{a^{2}}}-{\frac {y^{2}}{b^{2}}}=1}的渐近线，因为双曲线上的点{\displaystyle M}到直线{\displaystyle y={\frac {b}{a}}x}的距离{\displaystyle MQ<MN}；当{\displaystyle MN}无限趋近于0时，{\displaystyle MQ}也无限趋近于0。所以按照定义，直线{\displaystyle y={\frac {b}{a}}x}是该双曲线的渐近线。同理，直线{\displaystyle y=-{\frac {b}{a}}x}也是该双曲线的渐近线。
对于{\displaystyle F\left(x,y\right)=0}来说，如果当{\displaystyle x\rightarrow a}时，有{\displaystyle y\rightarrow \pm \infty }（左右極限不一定相等），就把{\displaystyle x=a}叫做{\displaystyle F\left(x,y\right)=0}的垂直渐近线；如果当{\displaystyle x\rightarrow \infty }时，有{\displaystyle y\rightarrow b}，就把{\displaystyle y=b}叫做{\displaystyle F\left(x,y\right)=0}的水平渐近线。例如，{\displaystyle y=3}是曲线{\displaystyle xy=3x+2}的水平渐近线。

## 求法

### 依据
求渐近线，可以依据以下结论：
若极限{\displaystyle \lim _{x\to \infty }{\frac {f(x)}{x}}=a}存在，且极限{\displaystyle \lim _{x\to \infty }\left[f\left(x\right)-ax\right]=b}也存在，那么曲线{\displaystyle y=f\left(x\right)}具有渐近线{\displaystyle y=ax+b}。

### 例子
例：求{\displaystyle y={\frac {x^{2}}{1+x}}}的渐近线。
解：(1){\displaystyle x=-1}为其垂直渐近线。
(2){\displaystyle \lim _{x\to \infty }{\frac {f\left(x\right)}{x}}=\lim _{x\to \infty }{\frac {x}{1+x}}}，即{\displaystyle a=1}；
{\displaystyle \lim _{x\to \infty }\left[f\left(x\right)-ax\right]=\lim _{x\to \infty }{\frac {-x}{1+x}}=-1}，即{\displaystyle b=-1}；
所以{\displaystyle y=x-1}也是其渐近线。